# تاريخ التمريض
جاءت كلمة «مُمَرِّضَة» من الكلمة اللاتينية «نوترير»، وهي تعني مُرضِعة أو حَاضِنة. تحقَّق فقط في أواخر القرن السادس عشر معناها الحديث للشخص الذي يهتم بالعَجَزة.
أنتجت معظم الثقافات من أقدم العصور تيارًا من الممرضات مخصصًا لخدمة المبادئ الدينية، مثل المسيحية والعالم الإسلامي. في أوروبا قبل تأسيس التمريض الحديث، قدمت الراهبات الكاثوليك والجيش خدمات مشابهة للتمريض. استغرق الأمر حتى القرن العشرين للتمريض ليصبح مهنة متخصصة.

## التاريخ القديم
يعاني التاريخ المبكر للممرضين من نقص المصادر.
أقام الحاكم الهندي البوذي (268 قبل الميلاد إلى 232 قبل الميلاد) أشوكا سلسلة من الركائز، والتي تضمنت مرسومًا يأمر المستشفيات التي سيتم بناؤها على طول طرق المسافرين، أن «توفر بشكل جيد الأدوات والأدوية، وتتكون من العقاقير المعدنية والخضروات، مع الجذور والثمار؛ ويتم تعيين أطباء ماهرين على حساب الدولة». استمر نظام المستشفيات العامة حتى سقوط البوذية في الهند. 750 ميلاديًا.
حوالي عام 100 قبل الميلاد كُتِبت شاراكا سامهيتا في الهند، وذكرت أن الممارسة الطبية الجيدة تتطلب المريض والطبيب والممرضة والأدوية، مع ممرضة تكون على دراية، وماهرة في إعداد الدواء والجرعة، ومتعاطفة مع الجميع، ونظيفة.
تم ذكر أول ممرضة مسيحية معروفة، فيبي، في روما. خلال السنوات الأولى للكنيسة المسيحية (حوالي 50 ميلاديًا)، أرسل القديس بولس شماسة تُدعى فيبي إلى روما كأول ممرضة زائرة.
منذ أيامها الأولى، وبعد مراسيم يسوع، شجعت المسيحية محبيها لمساعدة المرضى. وكثيرًا ما كان الكهنة أيضًا أطباء. وِفقًا للمؤرخ جيوفري بليني، في حين أن الأديان الوثنية نادرًا ما عرضت مساعدة العجزة، كان المسيحيون الأوائل على استعداد لتمريض المرضى وإطعامهم، ولا سيما خلال وباء الجدري 165-180 ميلادي وتفشِّي الحصبة حوالي 250 ميلادي؛ «في رعاية المرضى والمحتضرين، بغض النظر عن الدين، فاز المسيحيون بالأصدقاء والمتعاطفين».
بعد المجلس الأول من نيقية في 325 م، أصبحت المسيحية الدين الرسمي للإمبراطورية الرومانية، مما أدى إلى التوسع في توفير الرعاية. كانت مستشفى سانت باسيل تشبه المدينة، وشملت السكن للأطباء والممرضين ومباني منفصلة لمختلف فئات المرضى. كان هناك قسم منفصل للمجذومين. وفي نهاية المطاف بدأ بناء مستشفى في كل مدينة كاتدرائية.
أدى التركيز المسيحي على الصدقة العملية إلى تطوير التمريض المنتظم والمستشفيات بعد انتهاء اضطهاد الكنيسة في وقت مبكر. وأكد قادة الكنيسة القديمة مثل سانت بنديكت نورسيا (480-547) تقديم الطب كمساعدة لتوفير الضيافة. وفي القرن الثاني عشر كانت أوامر الروم الكاثوليك مثل الدومينيكان والكرملية الذين عاشوا منذ فترة طويلة في الطوائف الدينية التي تعمل لرعاية المرضى.
تحتفظ بعض المستشفيات بالمكتبات وبرامج التدريب، ويقوم الأطباء بتجميع دراساتهم الطبية والدوائية في المخطوطات. وهكذا، فإن الرعاية الطبية للمرضى الداخليين بمعنى ما نعتبره اليوم مستشفى، كانت ابتكارًا مدفوعًا بالرحمة المسيحية والابتكار البيزنطي. وكان من بين العاملين في المستشفى البيزنطي كبير الأطباء (أرتشياتروي) والممرضات المهنية (هايبورغوي). وبحلول القرن الثاني عشر، كان في القسطنطينية مستشفيين جيدي التنظيم، يعمل بهما أطباء من الذكور والإناث على السواء. وشملت المرافق إجراءات العلاج المنهجي والأجنحة المتخصصة لأمراض مختلفة.
في أوائل القرن السابع، أصبحت رفيدة بنت سعد (المعروفة أيضًا باسم رفيدة الأسلمية) أول ممرضة مسلمة معاصرة للرسول محمد، نشأت من قبيلة بني أسلم في المدينة المنورة وتعلمت مهاراتها الطبية من والدها، الذي كان معالجًا تقليديًا. وبعد أن قادت مجموعة من النساء لمعالجة المقاتلين المصابين في ساحة المعركة، أعطاها محمدٌ إذنًا لإقامة خيمة بالقرب من مسجد المدينة لتوفير العلاج والرعاية للمرضى والمحتاجين.

## أوروبا في العصور الوسطى
اتَّبعت مستشفيات العصور الوسطى في أوروبا نمطًا مماثلًا للبيزنطيين. (وهناك مصطلح فرنسي قديم للمستشفى هو hôtel-Dieu، أي «بيت الله»). تم إرفاق بعضهم بالأديرة؛ والبعض الآخر مستقل وله أوقافه الخاصة، التي عادةً ما تكون من الممتلكات التي توفر الدخل لدعمها. وكانت بعض المستشفيات متعددة الوظائف، في حين أُنشئَ بعضها الآخر لأغراض محددة مثل مستشفيات الجذام، أو ملاجئ الفقراء، أو الحُجَّاج؛ فليست كلها للعناية بالمرضى. كان أول مستشفى إسباني، أسَّسه الأسقف الكاثوليكي فيسيغوث ماسونا في 580 م في ميريدا، هو مَضيف للغرباء صُمِّم كنُزُل للمسافرين (معظمهم من الحجاج إلى ضريح يولاليا في ميريدا)، فضلًا عن مستشفى للمواطنين والمزارعين المحليين. وكانت الهبة من المزارع لإطعام المرضى والضيوف، من الحساب الذي قدمه بول الشماس نعلم أن هذا المستشفى تم تزويده بالأطباء والممرضات، والتي شملت مهمتها رعاية المرضى أينما وُجِدوا، «عبد أو حر، مسيحي أو يهودي».
خلال أواخر القرن السابع، أمر الإمبراطور شارلمان أنه ينبغي استعادة تلك المستشفيات التي كانت جيدة قبل وقته واضمحلَّت وِفقًا لاحتياجات الوقت. وأمر كذلك بإرفاق مستشفى لكل كاتدرائية ودير.
خلال القرن العاشر أصبحت الأديرة عاملًا مُهيمِنا في عمل المستشفى. ودير الراهب الشهير كلوني، الذي تأسس في عام 910، وضع المثال الذي تم تقليده على نطاق واسع في جميع أنحاء فرنسا وألمانيا. وإلى جانب مستوصفه الديني، كان لكل دير مستشفى يُرعَى فيه الغرباء. وشملت كل الخدمات التي يمكن للزائر أو المريض طلبها.
كما أصبح كل دير مركزًا للتخفيف من المعاناة. ومن بين الأديرة الملحوظة في هذا الصدد أديرة الرهبان في كوربي في بيكاردي، وهيرشاو، وبراونويلر، وديوتز، وإلسنبورغ، وليسبورن، وبرام، وفولدا؛ وتلك الخاصة بالرهبان السسترسيين في أرنسبرغ، وبومغارتن، وإبرباش، وهيمنرود، وهيرنالب، وفولكنرود، ووالكنريد.
لم يكن أقل كفاءة العمل الذي قام به رجال الدين الأبرشية وِفقًا للتشريعات التأديبية لمجالس آخن (817-836)، التي تنص على ضرورة الحفاظ على المستشفى في اتصال مع كل كنيسة جماعية. ولما كانت هذه المستشفيات تقع في المدن، كانت أكثر تطورًا من تلك المُرفَقة بالأديرة. في هذه الحركة أخذ الأسقف بطبيعة الحال زمام المبادرة، وبالتالي المستشفيات التي أسسها هيريبيرت (توفي 1021) في كولونيا، وغودار (توفي 1038) في هيلدسهايم، وكونراد (توفي 975) في كونستانس، وأولريش (توفي 973) في أوغسبورغ. وخلال الفترة 1207-1577 تأسس ما لا يقل عن 155 مستشفى في ألمانيا.
تم بناء كا 'غراندا (أي البيت الكبير) في ميلانو، شمال إيطاليا، ليضم واحدًا من المستشفيات المجتمعية الأولى، وهي أكبر عملية من هذا القبيل في القرن الخامس عشر. بتكليف من فرانشيسكو سفورزا في عام 1456 وصُمِّم من قِبَل أنطونيو فيلاريت ليكون من بين الأمثلة الأولى على عمارة عصر النهضة في لومبارديا.
جلب النورمانيين نظام المستشفى عندما غزوا انكلترا في 1066. من خلال حيازة الأراضي التقليدية، أصبحت المنازل الخيرية الجديدة شعبية ومتميزة عن كل من الأديرة الإنجليزية والمستشفيات الفرنسية. فكانوا ينفقون الصدقات وبعض الأدوية، ومنحوا بسخاء خاصةً النبلاء الذين اعتمدوا عليها للحصول على ثواب روحي بعد الموت.
وِفقًا لجيفري بليني، قدمت الكنيسة الكاثوليكية في أوروبا العديد من الخدمات: «شُيِّدت المستشفيات لكبار السن، ودور الأيتام للصغار، ودور الرعاية للمرضى من جميع الأعمار، وأماكن للنباتات؛ والنُّزُل أو الفنادق الصغيرة حيث يمكن للحجاج شراء سرير ووجبة رخيصة». وقد توفرت الأغذية للسكان خلال المجاعة ووُزِّعت الأغذية على الفقراء. كان نظام الرعاية ممولًا من الكنيسة من خلال جمع الضرائب على نطاق واسع وامتلاك المزارع الكبيرة والممتلكات.

### أدوار النساء
لعبت النساء الكاثوليكيات أدوارًا كبيرة في مجال الصحة والشفاء في العصور الوسطى وأوائل أوروبا الحديثة. كان لحياة الراهبة دور مرموق؛ فقدمت العائلات الغنية مهر بناتها لتمويل هذه الأديرة، في حين قدمت الراهبات الرعاية التمريضية المجانية للفقراء.
وفي الوقت نفسه، وفي الأراضي الكاثوليكية مثل فرنسا، واصلت الأسر الغنية تمويل الأديرة، وسجلت بناتها كراهبات تقدم خدمات صحية مجانية للفقراء. كان التمريض دور ديني للممرضة، وكان هناك القليل من الدعوة إلى العلم.

### الشرق الأوسط
أنشأت الكنيسة الأرثوذكسية الشرقية العديد من المستشفيات في الشرق الأوسط، ولكن بعد ظهور الإسلام في القرن السابع الميلادي، تطور الطب العربي في هذه المنطقة، حيث تم إحراز عدد من التطورات الهامة وبدأ تقليد إسلامي للتمريض. كانت الأفكار العربية في وقتٍ لاحق مؤثرة في أوروبا. نشأ الفرسان المشهورون كمجموعة من الأفراد المرتبطين بمستشفى أمالفيتان في القدس، الذي بُنِيَ لتوفير الرعاية للمرضى الفقراء والمصابين الحجاج المسيحيين إلى الأرض المقدسة. بعد الاستيلاء على المدينة من قِبَل الصليبيين، أصبح الأمر عسكريًا أيضًا.
وأكدت الأوامر الرومانية الكاثوليكية مثل الفرنسيسكان على رعاية المرضى، وخاصة خلال الأوبئة المدمرة.

## أوروبا الحديثة في وقت مبكر

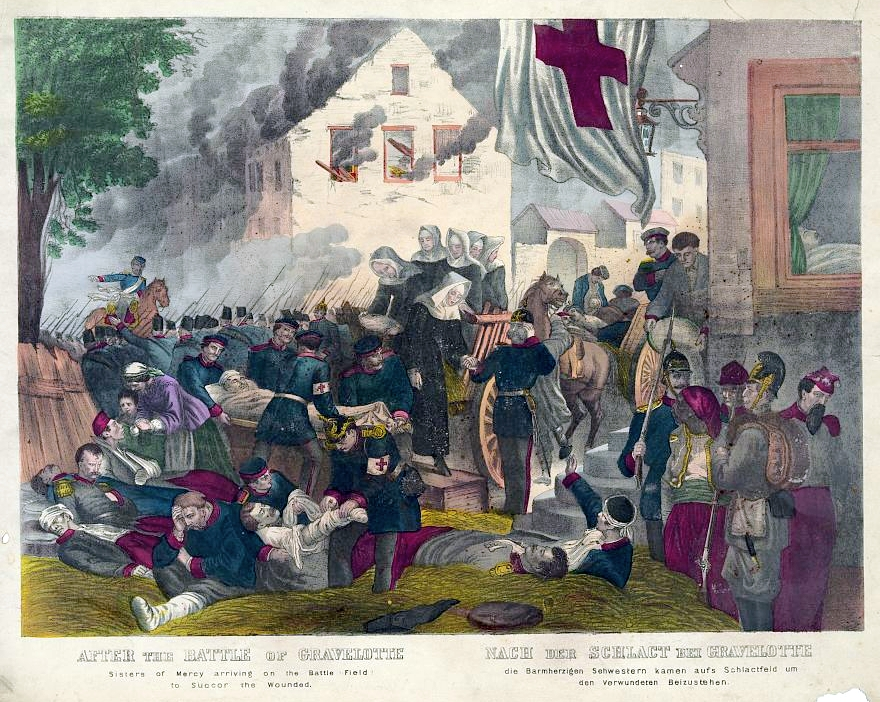
"بعد معركة غرافيلوت، وصلت أخوات الرحمة الفرنسيات من القديس بوروميو إلى ميدان المعركة لإسعاف الجرحى."طباعة حجرية غير مُوقَّعة"، 1870 أو 1871.

### أوروبا الكاثوليكية
قدمت النخب الكاثوليكية خدمات المستشفيات بسبب لاهوت خلاصهم أن الأعمال الجيدة كانت الطريق إلى السماء. ويحمل اللاهوت نفس القوة في القرن 21. في المناطق الكاثوليكية، استمر تقليد الأخوات الممرضات دون انقطاع، وقدمت الراهبات خدمات التمريض في المستشفيات. اتخذت بنات المؤسسة الخيرية في سانت فنسنت دي بول دورًا قياديًا، والتي تأسست في فرنسا في 1633. وأدت الطلبات الجديدة للراهبات الكاثوليكيات إلى توسيع نطاق الأنشطة ووصلت إلى مجالات جديدة. على سبيل المثال، في بريتاني الريفية في فرنسا، لعبت بنات الروح القُدُس، التي أُنشئت في 1706، دورًا محوريًا. وقدمت الراهبات رعاية شاملة للفقراء المرضى، ولم يكنَّ ممرضات فحسب، بل تَوَلَّين أيضًا أدوارًا مُوسَّعة كطبيبات وجراحات. وواصل الفرنسيون الكاثوليك في فرنسا الجديدة (كندا) ونيو أورليانز هذه التقاليد. وأثناء الثورة الفرنسية، أُغلقت معظم أوامر الممرضات، ولم تكن هناك رعاية تنظيمية منظمة لتحل محلهن. إلا أن الطلب على خدمات التمريض ظل قويًا، وبعد عام 1800 ظهرت الأخوات واستأنفت عملها في المستشفيات وفي المناطق الريفية. وتقبلهم المسؤولون لأنهم حظوا بتأييد واسع النطاق وكانوا الصلة بين الأطباء النخبة والفلاحين غير الموثوقين الذين يحتاجون إلى المساعدة.

### البروتستانتيةتغلق المستشفيات
رفض المصلحون البروتستانتيون، بقيادة مارتن لوثر، فكرة أن الرجال الأغنياء يمكن أن يحصلوا على نعمة الله من خلال أعمال جيدة - وبالتالي الهروب من العذاب - من خلال توفير الأموال النقدية للمؤسسات الخيرية. كما رفضوا الفكرة الكاثوليكية بأن المرضى الفقراء كسبوا الخلاص من خلال معاناتهم. أغلق البروتستانت جميع الأديرة ومعظم المستشفيات، وأُرسلت النساء إلى منازلهن ليصبحن ربات بيوت، في كثير من الأحيان ضد إرادتهن. ومن ناحية أخرى، اعترف المسؤولون المحليون بالقيمة العامة للمستشفيات، واستمر البعض في الأراضي البروتستانتية، ولكن بدون رهبان أو راهبات، وفي سيطرة الحكومات المحلية.
وفي لندن، سمح الملك لمستشفيين بمواصلة عملهما الخيري، تحت سيطرة غير دينية. تم إيقاف جميع الأديرة، ولكن هاركنيس وجدت أن النساء -وبعضهن راهبات سابقات- كُنَّ جزءًا من نظام جديد يقدم الخدمات الطبية الأساسية للناس خارج أسرهم. ويعملون في الرعاية والمستشفيات، وكذلك الأسر الخاصة، ويقدمون الرعاية التمريضية فضلًا عن بعض الخدمات الطبية والصيدلانية والجراحية.
في القرن السادس عشر، أغلق المصلحون البروتستانتيون الأديرة، على الرغم من أنهم سمحوا لعدد قليل منهم بمواصلة العمل. بين عامي 1600 و1800، كان لدى البروتستانت في أوروبا عدد قليل من المستشفيات الملحوظة، ولكن لا يوجد نظام منتظم للتمريض. وأدى ضعف دور المرأة العام إلى اقتصار الممارِسات الإناث على مساعدة الجيران والأسر بشكل غير مدفوع الأجر وغير معترف به.

## حديثًا
بدأ التمريض الحديث في القرن التاسع عشر في ألمانيا وبريطانيا، وانتشر في جميع أنحاء العالم بحلول عام 1900.

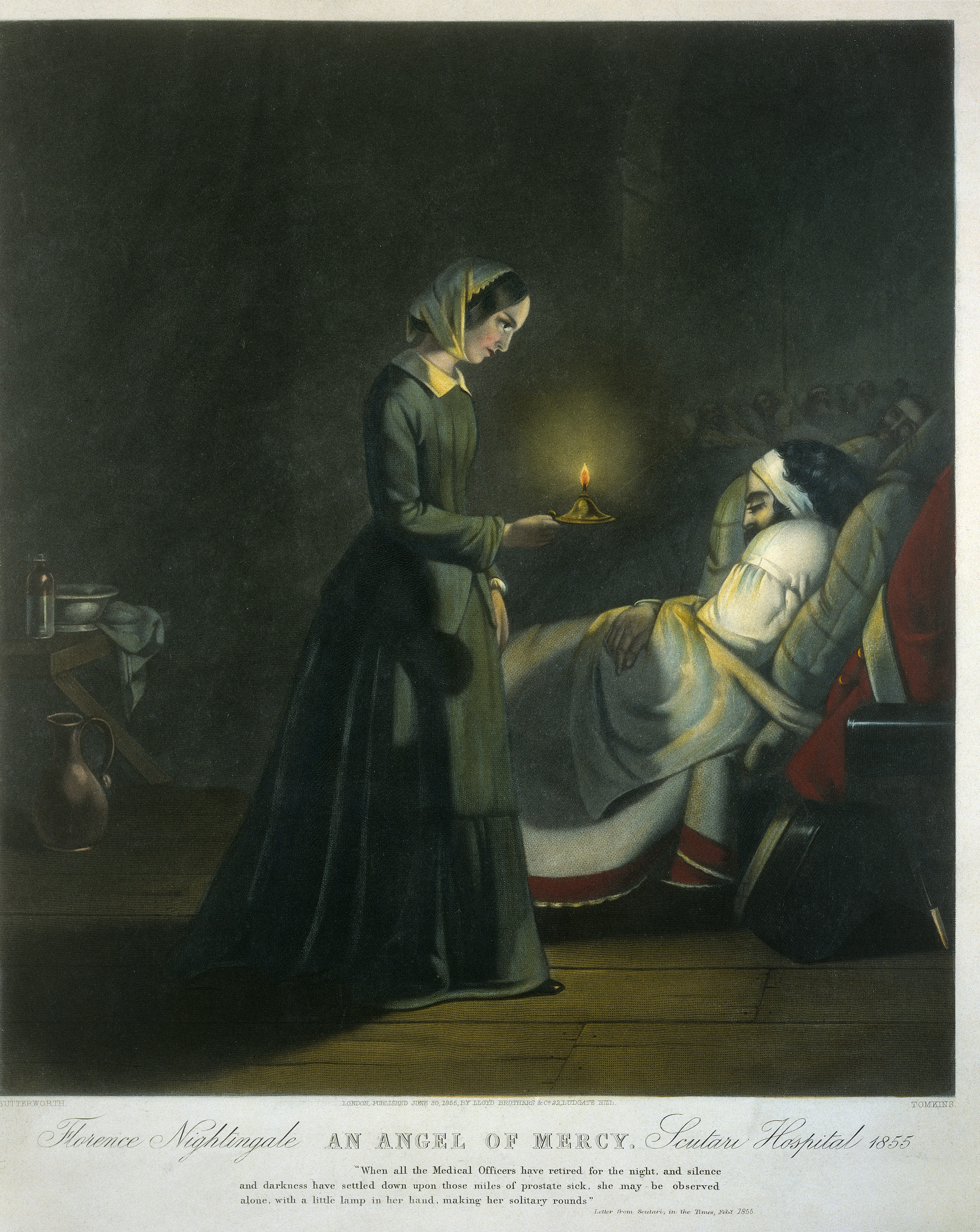
فلورنس نايتنجيل، «ملاك الرحمة»، أنشأت مدرستها للتمريض في عام 1860

### الشماسة
فيبي، الممرضة المذكورة في العهد الجديد، كانت شماسة. وكان الدور قد اختفى عمليًا قبل قرون، ولكن تم إحياؤه في ألمانيا في عام 1836 عندما افتتح ثيودور فليدنر وزوجته فريدريك مونستر أول مكان للشماسين في كايزرزويرث على نهر الراين. وسرعان ما جلب الشماسون الإنجيليون إلى انكلترا واسكندنافيا، نموذج كايزرزويرث. وتلتزم النساء أنفسهن لمدة 5 سنوات بالخدمة، وتحصل على غرفة، وزي رسمي، ومصروف، ورعاية مدى الحياة. الزي هو اللباس المعتاد للمرأة المتزوجة. وكانت هناك اختلافات، مثل التركيز على إعداد النساء للزواج من خلال التدريب على التمريض ورعاية الأطفال والعمل الاجتماعي والأعمال المنزلية. في الكنيسة الأنجليكانية، بحلول عام 1890 كان هناك أكثر من 5000 شماس في أوروبا البروتستانتية، أساسًا ألمانيا الاسكندنافية وإنجلترا. في الحرب العالمية الثانية، أُصيب الشماسيون في مناطق الحرب بأضرار جسيمة. ومع سقوط أوروبا الشرقية على يد الشيوعية، أُغلقت معظم الشماسيات، وأصبح 7000 شماس من اللاجئين في ألمانيا الغربية. بحلول عام 1957، في ألمانيا كان هناك 46,000 شماس و10،000 مرافق. وأبلغت بلدان أخرى عن ما مجموعه 000 14 شماس، معظمهم من اللوثريين. في الولايات المتحدة وكندا 1550 تم عد النساء، نصفهن في الكنيسة الميثودية.
جلب وليام باسافانت في عام 1849 أول أربعة شماسين إلى بيتسبرغ، بعد زيارة كايزرزويرث. عملوا في مستشفى بيتسبرغ (الآن مستشفى باسافانت). وفي الفترة ما بين عامي 1880 و1915، تم افتتاح 62 مدرسة تدريب في الولايات المتحدة. وقد أدى نقص التدريب إلى إضعاف برامج باسافانت. ومع ذلك أصبح من الصعب على نحو متزايد بعد عام 1910 كما تفضل النساء مدارس التمريض العليا أو مناهج العمل الاجتماعي التي تقدمها جامعات الدولة.

### نايتينجيل البريطانية
كانت حرب القرم تطورًا كبيرًا في تاريخ التمريض عندما وضعت الممرضة الإنجليزية فلورنس نايتينجيل أسس التمريض المهنية مع المبادئ الموجزة في كتاب ملاحظات عن التمريض. تم إنشاء صندوق في عام 1855 من قِبَل أفراد الجمهور لجمع الأموال لصالح فلورنس نايتينجيل وعمل الممرضات في عام 1856، تم تجميع 44,039 جنيه إسترليني (أي ما يعادل تقريبا مليوني جنيه إسترليني اليوم) وقررت نايتينجيل استخدام المال لوضع الأسس لمدرسة تدريب في مستشفى سانت توماس. في عام 1860، بدأ تدريب الدفعة الأولى من الممرضات.
كشفت نايتنجيل عن الرعاية التمريضية الشاذة للجنود في حرب القرم. أمرت الملكة فيكتوريا في عام 1860 بإنشاء مستشفى لتدريب الممرضين والجراحين في الجيش، وهو مستشفى فيكتوريا الملكي. افتُتح المستشفى في عام 1863 في نيتلي وعُرِف برعايته للمرضى العسكريين. واعتبارًا من عام 1866، تم تعيين ممرضات رسميًا في المستشفيات العامة العسكرية. أشرفت دائرة التمريض في الجيش على عمل الممرضات ابتداءً من عام 1881. وأًرسلت الممرضات العسكرية إلى الخارج بدءًا من حرب البوير الأولى (غالبًا ما تسمى حرب الزولو) من 1879 إلى 1881. كما تم إرسالهم للعمل أثناء الحملة المصرية عام 1882 وحرب السودان من 1883 إلى 1884. وخلال حرب السودان، قام أعضاء من دائرة التمريض بالجيش بتمريض مستشفيات السفن على النيل والقلعة في القاهرة. خدم ما يقرب من 2000 ممرضة خلال حرب البوير الثانية، وحرب الأنجلو بوير من 1899 إلى 1902، جنبًا إلى جنب مع الممرضات الذين كانوا جزءًا من الجيوش الاستعمارية من أستراليا وكندا ونيوزيلندا. خدموا في خيام المستشفيات الميدانية. وفقدت 23 من الممرضات في الجيش من بريطانيا حياتهن نتيجة تفشي الأمراض.

### نيوزيلندا
كانت نيوزيلندا أول بلد ينظم الممرضات على الصعيد الوطني، مع اعتماد قانون تسجيل الممرضات في 12 سبتمبر 1901. وأصبحت إلين دوغيرتي أول ممرضة مسجلة.

### الولايات المتحدة

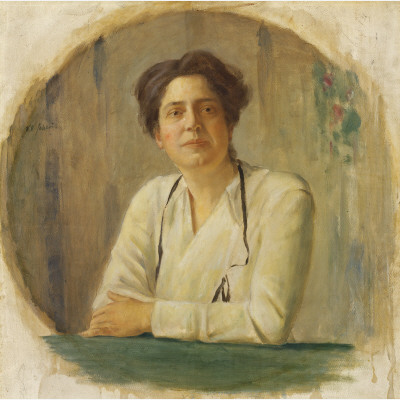
صورة ليليان والد، رائدة التمريض الصحي العام، بقلم وليام فالنتين شيفيل، معرض الصور الوطني في واشنطن.

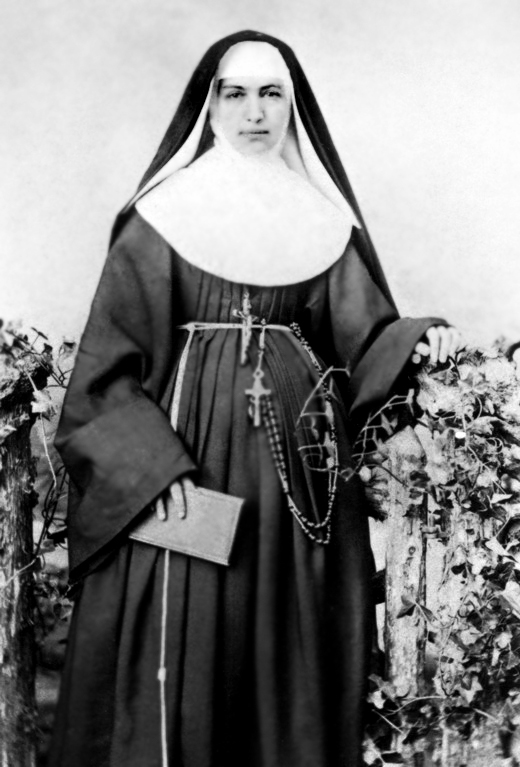
كانت سانت ماريان من بين العديد من الراهبات الكاثوليك الأكثر تأثيرًا على تطوير المستشفيات الحديثة والتمريض.

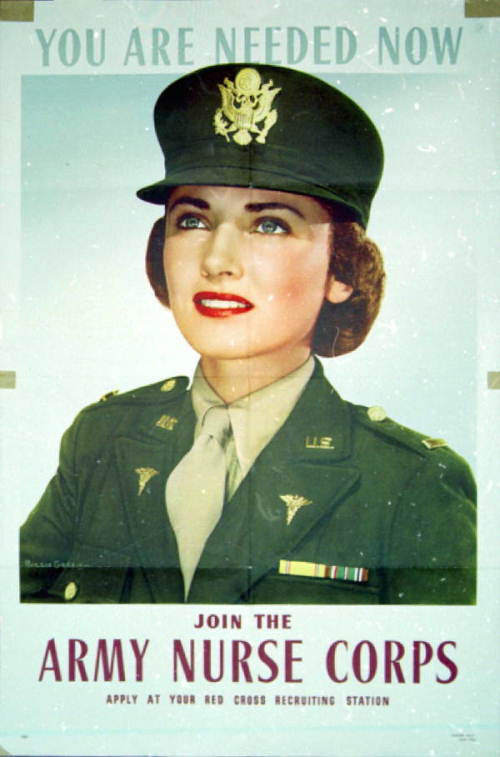
ملصق تجنيد لممرضة بالجيش الأمريكي في الحرب العالمية الثانية.

احتُرِف التمريض سريعًا في أواخر القرن التاسع عشر، حيث شكلت المستشفيات الكبيرة مدارسًا للتمريض تجذب النساء الطموحات من خلفيات الطبقة الوسطى والطبقة العاملة. أنشأت أغنس إليزابيث جونز وليندا ريتشاردز مدارس التمريض ذات الجودة في الولايات المتحدة واليابان. كانت ليندا ريتشاردز رسميًا أول ممرضة مدربة تدريبًا مهنيًا في أمريكا، بعد أن تم تدريبها في مدرسة فلورنس نايتنجيل، وتخرجت بعد ذلك في عام 1873 من مستشفى نيو إنغلاند للنساء والأطفال في بوسطن.
في أوائل القرن العشرين، وصل عصر مدارس تمريض نايتينجيل إلى نهايته. وعلى الرغم من إنشاء مدارس التمريض التابعة للجامعة، مثل كولومبيا وييل، كانت برامج التدريب في المستشفيات مهيمنة. تم تثبيط «التعلم عن طريق الكتب» الرسمي لصالح التجربة السريرية من خلال التلمذة العملية. ومن أجل تلبية الطلب المتزايد، استخدمت المستشفيات الممرضات الطلاب كعمل رخيص على حساب التعلم الرسمي المؤهل جيدًا.

#### المستشفيات
ازداد عدد المستشفيات من 149 مستشفى في عام 1873 إلى 400 4 في عام 1910 (000 420 سرير) إلى 300 6 في عام 1933، وذلك أساسًا بسبب ثقة الجمهور بالمستشفيات أكثر والقدرة على تحمل تكاليف الرعاية المكثفة والمهنية.
كانت تديرها وكالات المدينة والولاية والوكالات الاتحادية، ومن قِبل الكنائس، والمؤسسات غير الربحية، والمؤسسات الربحية التي يديرها طبيب محلي. بنت جميع الطوائف الرئيسية المستشفيات؛ في عام 1915، أدرات الكنيسة الكاثوليكية 541، ويعمل بمعظمهم الراهبات غير المأجورات. وكان لدى آخرين في بعض الأحيان كادر صغير من الشماسين والموظفين. وتقوم معظم المستشفيات الأكبر بتشغيل مدرسة للتمريض، توفر التدريب للشابات اللواتي يقمن بدورهن على أسس غير مدفوعة الأجر. وارتفع عدد الممرضات الناشطات في الدراسات العليا بسرعة من 51,000 في عام 1910 إلى 375,000 في عام 1940 و700،000 في عام 1970.
شاركت ميثوديستس الأمريكية -أكبر طائفة بروتستانتية- في أنشطة التبشير واسعة النطاق في آسيا وأماكن أخرى في العالم، مما جعل للخدمات الطبية أولوية في وقت مبكر من الخمسينات. بدأ الميثوديون في أمريكا بفتح مؤسساتهم الخيرية مثل دور الأيتام ودور المسنين بعد عام 1860. وفي نهاية القرن التاسع عشر، فتح الميثوديون المستشفيات في الولايات المتحدة، التي خدمت الناس من جميع المعتقدات الدينية. وبحلول عام 1895 كانت 13 مستشفى تعمل في المدن الكبرى.
في عام 1884، جلب اللوثريون الأمريكيون، ولا سيما جون لانكيناو، سبع ممرضات من ألمانيا لإدارة المستشفى الألماني في فيلادلفيا.
بحلول عام 1963، كان للكنيسة اللوثرية في أمريكا مراكز للعمل الشماسي في فيلادلفيا، وبالتيمور، وأوماها.

#### الصحة العامة
في الولايات المتحدة، بدأ دور ممرضة الصحة العامة في لوس أنجلوس في عام 1898، وبحلول عام 1924 كان هناك 12,000 ممرضة في مجال الصحة العامة، نصفهم في 100 مدينة كبرى. ويبلغ متوسط أجورهم السنوية في المدن الكبرى 390 1 دولار. وبالإضافة إلى ذلك، كان هناك آلاف من الممرضين العاملين لدى الوكالات الخاصة التي تتعامل مع أعمال مماثلة. وتقوم الممرضات في مجال الصحة العامة بالإشراف على المسائل الصحية في المدارس العامة والمدارس الخاصة، والرعاية السابقة للولادة والرضع، والتعامل مع الأمراض السارية والسل.
خلال الحرب الإسبانية الأمريكية عام 1898، كانت الظروف الطبية في منطقة الحرب الاستوائية خطيرة، مع الحمى الصفراء والملاريا المتوطنة. فدعت حكومة الولايات المتحدة النساء إلى التطوع كممرضات. وقد فعل ذلك الآلاف، ولكن قلة منهم تلقوا تدريبًا مهنيًا. وكان من بين هؤلاء 250 ممرضة كاثوليك، معظمهم من بنات المؤسسة الخيرية سانت فنسنت دي بول.

#### مدارس التمريض
أُحرِز تقدم متقطع في عدة قارات، حيث أنشأ الرواد الطبيون مدارس التمريض الرسمية. ولكن حتى وقت متأخر من سبعينات القرن التاسع عشر، كانت النساء العاملات في المستشفيات الحضرية في أمريكا الشمالية عادةً غير مدربات، ومن الطبقة العاملة، مُنِحن مركزًا متدنيًا من قِبَل كلٍ من المهن الطبية التي يدعمنها والمجتمع ككل. وكان للتمريض نفس المركز في بريطانيا العظمى وقارة أوروبا قبل الحرب العالمية الأولى.
لزمت مدارس التمريض في الولايات المتحدة وكندا زمام المبادرة في تطبيق نموذج نايتنجيل لمبرمجي التدريب، ارتفعت معايير الفصول الدراسية والتدريب أثناء العمل ارتفاعًا حادًا في الثمانينيات والتسعينات من القرن التاسع عشر، ومعها توقع ارتفاع السلوك المهني.
وفي أواخر العشرينات من القرن الماضي، شملت تخصصات النساء في مجال الرعاية الصحية 294000 ممرضة مدربات، و 150,000 ممرضة غير مدربات، و 47000 قابلة، و 550,000 عامل طبي آخر في المستشفيات (ومعظمهم من النساء).
في العقود الأخيرة، نقلت المهنية درجات التمريض من مدارس المستشفى الموجهة إلى كليات المجتمع والجامعات. وقد جلب التخصص توسيع قاعدة المعرفة للمهنة.

### الحرب العالمية الأولى

#### بريطانيا
مع بداية الحرب العالمية الأولى، كان التمريض العسكري لا يزال لديه دور صغير للنساء في بريطانيا. و500 10 ممرضة مسجلين في خدمة التمريض العسكري الإمبراطوري للملكة ألكسندرا ودائرة التمريض التابعة لسلاح الجو الملكي للأميرة ماري. وتعود هذه الخدمات إلى 1902 و1918، وتمتعت برعاية ملكية. كان هناك أيضًا ممرضات مساعدة طوعية تم تسجيلهم من قِبل الصليب الأحمر. كانت الرتب التي تم إنشاؤها لخدمات التمريض الجديدة مشرفة، ورئيسة الممرضات، والممرضات الموظفات. انضمت النساء بشكل مطرد طوال الحرب. وفي نهاية عام 1914، كان هناك 223 2 عضوًا عاديًا واحتياطيًا في النظام، وعندما انتهت الحرب، كان هناك 404 10 ممرضات مدربات.
كان غريس ماكدوغال (1887-1963) قائدًا حيويًا في تمريض الإسعافات الأولية يومانري، التي شكلت في عام 1907. تم القبض على ماكدوغال عند نقطة من قِبَل الألمان ولكنه هرب. ولم يرغب الجيش البريطاني في القيام بأي شيء معهم فقادوا سيارات الإسعاف وقاموا بتشغيل مستشفيات ومحطات لإسغاف مصابي الجيش البلجيكي والفرنسي.

#### أستراليا

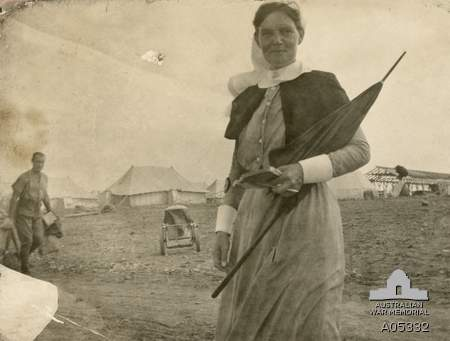
الممرضة غريس ويلسون من المستشفى العام الأسترالي الثالث في ليمنوس. أبحرت من سيدني، نيو ساوث ويلز على متن رويال ميل شيب في 15 مايو 1915.

عمل الممرضون الأستراليون في الحرب كجزء من المستشفى الأسترالي العام. أنشأت أستراليا مستشفيين في ليمنوس وجزر هليوبوليس لدعم حملة الدردنيل في غاليبولي. وكان تجنيد التمريض فرديًا، حيث أُرسل بعض الممرضين الاحتياطيين مع الأطراف المتقدمة لإنشاء سفينة النقل هماس غاسكوين بينما كان آخرون يواجهون الثكنات. أصبحت الممرضات الأستراليات في هذه الفترة يُعرفن باسم «أشباح رمادية» بسبب زيهم ذي الياقات البيضاء والأصفاد النشوية.
وخلال الحرب، مُنح الممرضون الأستراليون إدارتهم الخاصة بدلًا من العمل تحت ضباط طبيين. وحمل الممرضون الأستراليون الرقم القياسي لأقصى عدد من حالات الفرز التي تمت معالجتها من قِبل محطة إصابات في فترة أربع وعشرين ساعة خلال معركة باسشنديل. وكان عملهم يتضمن بشكل روتيني إعطاء الأثير أثناء جراحة التخثر، وتدريب المساعدين الطبيين.
خدم حوالي 560 ممرض من الجيش الأسترالي في الهند خلال الحرب، حيث اضطروا إلى التغلب على المناخ المنهك، وتفشي الأمراض، وعدم كفاية الأعداد، والإفراط في العمل وضباط الجيش البريطاني العدائي.

### بين الحروب
أظهرت الدراسات الاستقصائية في الولايات المتحدة أن الممرضات غالبًا ما تزوجن بعد بضع سنوات من التخرج والخروج من العمل؛ انتظر البعض من 5 إلى 10 سنوات للزواج. وبحلول العشرينيات من القرن العشرين، واصلت أعداد متزايدة من الممرضات المتزوجات العمل. كان متوسط عمر المشرف على التمريض في المستشفى 26 عاما فقط، وكانت أجور الممرضات في القطاع الخاص مرتفعة في العشرينات من القرن الماضي - 1300 دولار في السنة أثناء العمل بدوام كامل في منازل المرضى أو في غرفهم الخاصة في المستشفيات. وكان هذا أكثر من ضعف ما يمكن أن تكسبه المرأة كمعلمة أو في عمل المكتب. وانخفضت الأسعار بشكل حاد عندما جاء الكساد الكبير في عام 1929، وكان من الصعب العثور على عمل مستمر.

### الحرب العالمية الثانية

#### الولايات المتحدة
كما يظهر كامبل (1984)، فقد تحولت مهنة التمريض بحلول الحرب العالمية الثانية. كان تمريض الجيش والبحرية جاذبًا للغاية وتطوعت نسبة أكبر من الممرضات للخدمة أعلى من أي مهنة أخرى في المجتمع الأمريكي.
كانت الصورة العامة للممرضات مواتية للغاية خلال الحرب، تم القبض على بعض الممرضات من قبل اليابانيين، ولكن الممارسة العملية أُبقيت بعيدًة عن الأذى، مع الغالبية العظمى المتمركزة على الجبهة الداخلية. ومع ذلك، كانت 77 منها متمركزة في أدغال المحيط الهادئ، وتألف الزي الرسمي من «البنطلون الكاكي والقمصان الطينية والأحذية الميدانية». كانت الخدمات الطبية عمليات كبيرة، مع أكثر من 600,000 جندي، وعشرة مجندين لكل ممرضة. وكان جميع الأطباء تقريبًا من الرجال، مع السماح للأطباء النساء فقط بفحص فيلق الجيش النسائي.
وقد أشاد الرئيس فرانكلين روزفلت بخدمة الممرضات في المجهود الحربي في 6 يناير 1945. وتوقع وقوع خسائر فادحة في غزو اليابان، ودعا إلى مشروع إلزامي للممرضات. لم تحدث الإصابات ولم يكن هناك مشروع للممرضين الأمريكيين.

#### ألمانيا
كان لدى ألمانيا خدمة تمريض كبيرة جدًا ومنظمة، مع ثلاث منظمات رئيسية، واحدة للمنظمات الكاثوليكية، واحدة للبروتستانت، والصليب الأحمر. في عام 1934 أنشأ النازيون وحدة التمريض الخاصة بهم، لاستيعاب واحدة من المجموعات الصغيرة، ووصلت إلى 40,000 عضو. وأنشأوا رياض الأطفال، على أمل الاستيلاء على عقول الألمان الأصغر سنًا، في منافسة مع منظمات التمريض الأخرى. واشترك الممرضون النفسيون المدنيون الذين كانوا أعضاء في الحزب النازي في قتل المعاقين، على الرغم من أن العملية كانت محاطة بالإنكار.
تم التعامل مع التمريض العسكري في المقام الأول من قِبَل جمهورية الكونغو الديمقراطية، التي كانت تحت السيطرة النازية جزئيًا. وقد تم تقديم الخدمات الطبية على خط الجبهة من قِبل الأطباء. خدمت ممرضات من الصليب الأحمر على نطاق واسع في الخدمات الطبية العسكرية، وتوظيف المستشفيات التي كانت في الواقع قريبة من الخطوط الأمامية وخطر الهجمات بالقنابل. مُنحت اثنتا عشرة منهن الصليب الحديدي المرموق للبطولة تحت النار. وهم من بين 470,000 امرأة ألمانية خدمن مع الجيش.